# Saint-Guen
Saint-Guen (bretonisch Sant-Wenn) ist eine ehemalige französische Gemeinde mit zuletzt 429 Einwohnern (Stand: 1. Januar 2016) im Département Côtes-d’Armor in der Region Bretagne. Sie gehörte zum Arrondissement Guingamp und zum Kanton Mûr-de-Bretagne. Die Einwohner werden Saint Guennois(es) genannt. Saint-Guen ist ein Ortsteil der Gemeinde Guerlédan.
Die Gemeinde Saint-Guen schloss sich am  1. Januar 2017 mit Mûr-de-Bretagne als Commune déléguée zur neuen Commune nouvelle Guerlédan zusammen.

## Geographie
Saint-Guen liegt etwa 35 Kilometer südwestlich von Saint-Brieuc im Süden des Départements Côtes-d’Armor. 

## Bevölkerungsentwicklung
| Jahr                       | 1793 | 1800 | 1836 | 1841 | 1901 | 1926 | 1962 | 1968 | 1975 | 1982 | 1990 | 1999 | 2006 | 2012 |
| Einwohner                  | 1273 | 1080 | 1294 | 1133 | 1051 | 939  | 722  | 611  | 503  | 435  | 450  | 462  | 458  | 458  |
| Quellen: Cassini und INSEE |      |      |      |      |      |      |      |      |      |      |      |      |      |      |